# Hybomischos
Hybomischos är ett släkte av steklar som beskrevs av Baltazar 1961. Hybomischos ingår i familjen brokparasitsteklar.
Släktet innehåller bara arten Hybomischos septemcinctorius.